# Jeremy Hansen
Jeremy Roger Hansen, né le 27 janvier 1976 à London au Canada, est un astronaute de l'Agence spatiale canadienne. Sélectionné en 2009, il fait partie du groupe d'astronautes 20 de la NASA. Il est également pilote de chasse de CF-18. Il est assigné à la mission Artemis II le 3 avril 2023.

## Biographie

### Jeunesse
Hansen est né le 27 janvier 1976 à London, en Ontario, et a grandi sur une ferme près d'Ailsa Craig, jusqu'à son déménagement à Ingersoll pour ses études secondaires.
Après avoir obtenu son diplôme de l'Ingersoll District Collegiate Institute à Ingersoll, en Ontario, Hansen a fréquenté le Collège militaire royal du Canada à Kingston, en Ontario, où il a obtenu en 1999 un Bachelor of Science (avec distinction) en sciences spatiales.
Hansen a ensuite obtenu en 2000 une Master of Science en physique au Royal Military College, avec une spécialisation dans le suivi par satellite à large champ de vision.

### Carrière
Au moment de sa selection comme astronaute Hansen était un capitaine de l'Aviation royale canadienne, pilotant le chasseur CF-18 à la Base des Forces canadiennes Cold Lake, en Alberta. Depuis, il a été promu au grade de colonel.
En 2013, Hansen a été sélectionné en tant que spéléonaute pour la formation CAVES de l'ESA en Sardaigne, aux côtés de Satoshi Furukawa, Michael Barratt, Jack Fischer, Alexeï Ovtchinine et Paolo Nespoli.
Le 10 juin 2014, la NASA a annoncé que Hansen serait aquanaute à bord du laboratoire sous-marin Aquarius lors de la mission d'exploration sous-marine NEEMO 19, qui a débuté le 7 septembre 2014 et a duré sept jours,. Le 3 avril 2023, il a été annoncé qu'il ferait partie de la prochaine mission Artemis II, devenant ainsi le premier Canadien à voyager vers la Lune.

## Vie privée
Hansen est marié et a trois enfants

## Honneur
L'astéroïde (10521) Jeremyhansen a été nommé en son honneur.
- Décoration des Forces canadiennes - 12 ans de service exceptionnel (octobre 2006)
- Ailes de pilote de la Force aérienne canadienne (mai 2002)
- Trophée commémoratif Clancy Scheldrup - diplômé exceptionnel du cours de pilotage de base (2001)
- Prix de la Ligue des cadets de l'air du Canada - meilleur diplômé de la Force aérienne du Collège militaire royal du Canada (mai 1999)
- Membre de la Société géographique royale du Canada (SGRC)
- Médaille d'or de la Société géographique royale du Canada
- Porte-drapeau du Canada pour le couronnement de Charles III et Camilla[9]
- Maréchal du défilé du Stampede de Calgary (2023)[10]